# Abu-Nasr Àhmad ibn Muhàmmad
Khwaja Abu-Nasr Àhmad ibn Muhàmmad ibn Abd-as-Sàmad aix-Xirazí (mort probablement en 1043), fou un visir gaznèvida, originari de Siraz, al Fars, i d'una família al servei dels samànides des del segle x. El seu pare, Abu-Tàhir Muhàmmad, fou conseller del general esclau de Khurasan Hussam-ad-Dawla Taix.
Apareix document per primer cop com a katkuda del general turc Abu-Said Altuntaix, que després fou nomenat governador de Coràsmia en 1017. Al seu costat va participar en 1032 en la batalla de Dabussiyya contra el karakhànida Bughra-Khan Alí ibn Hàssan, conegut com a Alitigin, en la qual Altuntaix fou ferit i va morir a causa d'aquesta ferida; Abu-Nasr Àhmad va aconseguir la retirada d'Alitigin cap a Samarcanda.
El 1032 va morir el visir de Massud (I) ibn Mahmud, Àhmad ibn Hàssan al-Maymandí i Abu-Nasr Àhmad el va substituir, tot mantenint-se en el càrrec mentre Massud va governar, és a dir fins a l'any 1040. Es va oposar a actes de tirania dels governadors provincials, com l'emir de Khurasan Abu-l-Fadl Surí i va mantenir bones relacions amb el sultà. Les seves funcions van quedar delimitades amb claredat en un contracte de serveis (muwazaya) i va fer respectar les seves funcions al departament de guerra (divan-e arz). Va aconsellar defensar Khurasan contra els seljúcides i va estar al costat del seu senyor a la desastrosa batalla de Dandankan (23 de maig de 1040), quan la victòria dels seljúcides els va donar la possessió de Khurasan. Llavors el sultà va optar per abandonar Gazni i dirigir-se a l'Índia, en contra del parer del visir. Aleshores Abu-Nasr Àhmad va quedar agregat al servei del príncep hereu Mawdud ibn Massud (1041-1048), que dirigia l'exèrcit que defensava Balkh i Tukharistan contra els seljúcides.
Quan l'exèrcit de Massud es va amotinar a l'Índia i va matar el sultà, tot proclamant nou sultà primer un germà del difunt, Muhàmmad ibn Mahmud el Cec (1040-1041) i després el fill d'aquest, Àhmad ibn Muhàmmad (1041), Abu-Nasr Àhmad va aconsellar Mawdud d'ocupar ràpidament Gazni, abans que els rebels la poguessin atacar. Mawdud el va confirmar com a visir però al cap de dos anys va ser destituït per pressions dels amirs turcs (1042) i el va succeir en el càrrec un fill de l'anterior visir al-Maymandí. Va morir poc després, l'any 1043; segons algunes fonts, enverinat pels seus rivals.
El seu fill, Abd-al-Hamid ibn Abi-Nasr Àhmad, fou també visir.